# Kolej szerokotorowa

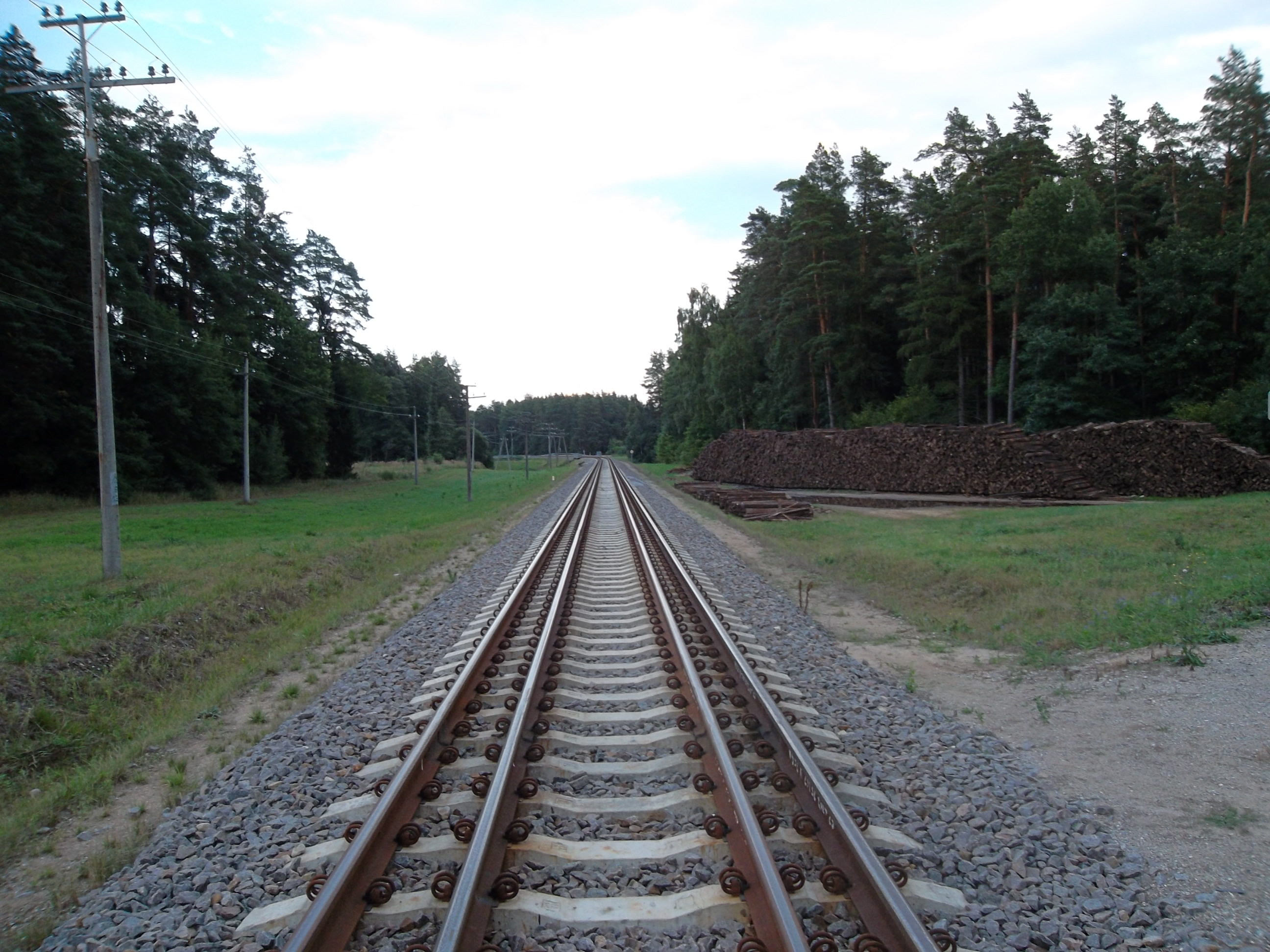
Splot torowy na Litwie. Różnica szerokości między prześwitem „europejskim” a „radzieckim” jest zbyt mała, by można było stosować tor trójszynowy, dlatego też zastosowano splot czteroszynowy – pociągi 1435 mm korzystają z szyn 2 i 4, pociągi 1520 mm – z 1 i 3.

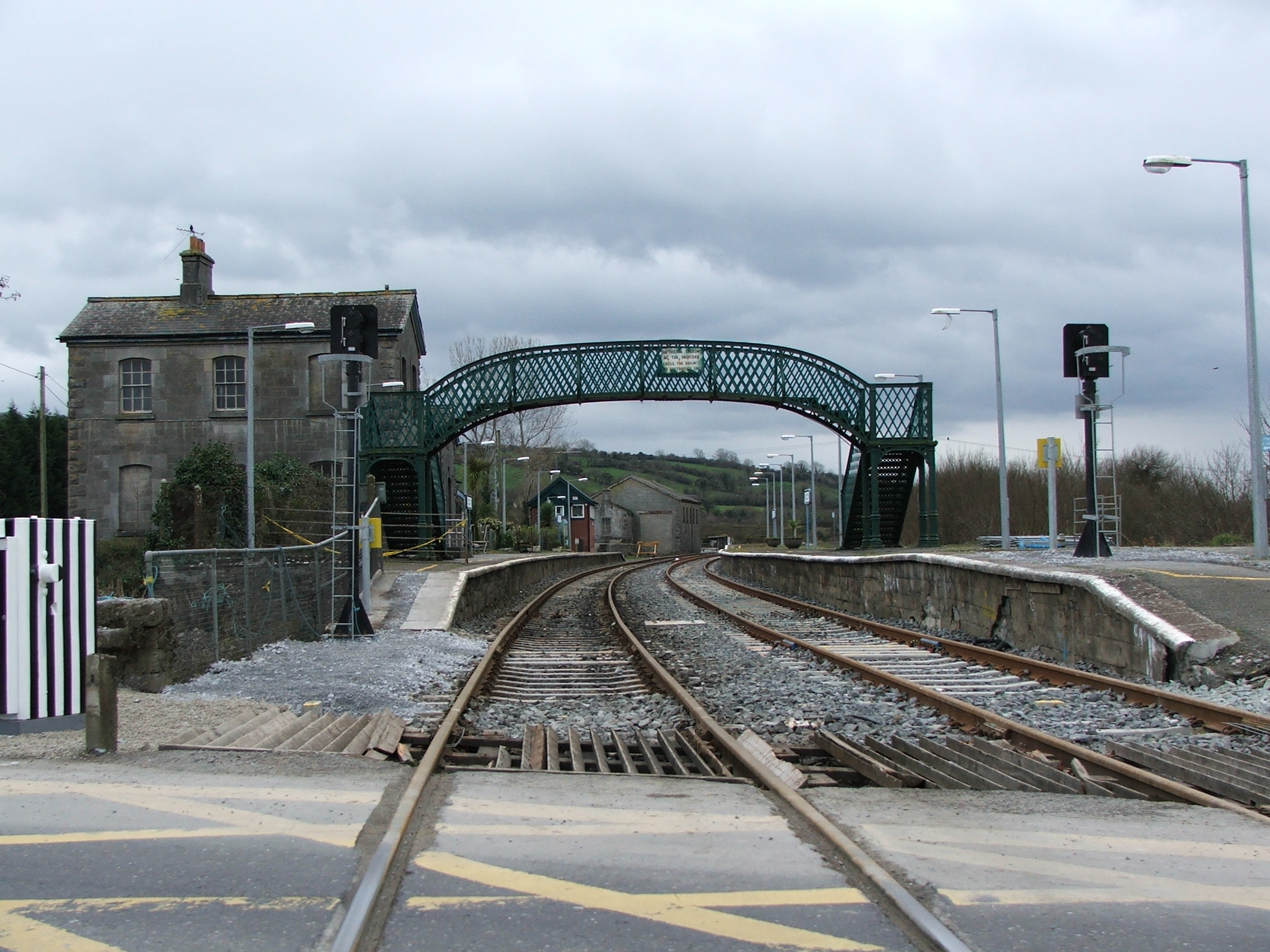
Kolej szerokotorowa w Irlandii

Kolej szerokotorowa – kolej o prześwicie większym niż uznawany za normalny, czyli 1435 mm. Istnieje w Rosji i innych krajach poradzieckich – prześwit od lat 60. XX wieku wynosi tam 1520 mm (poprzednio 1524 mm), Finlandii – 1524 mm, co jest pozostałością po panowaniu carskiej Rosji, Irlandii i częściowo w Australii – 1600 mm, w Hiszpanii i Portugalii – 1668 mm, Indiach, Pakistanie i Bangladeszu – 1676 mm.

## Linie szerokotorowe w Polsce
Linie z prześwitem rosyjskim istnieją też w Polsce. Najdłuższą jest Linia Hutnicza Szerokotorowa, dawniej Linia Hutniczo-Siarkowa, będąca najdalej wysuniętym na zachód Europy odcinkiem toru o prześwicie 1520 mm. Wybudowana na potrzeby Huty Katowice do niewymagającej przeładunku lub zmiany wózków wymiany towarowej z dawnym ZSRR (obecnie Rosją i Ukrainą) – importu rudy żelaza i eksportu siarki. Biegnie od granicy ukraińsko-polskiej w okolicach Gródka do Sławkowa w Górnośląskim Okręgu Przemysłowym. Jej długość wynosi 394,65 km – odległość mierzona od granicy państwa do umownego punktu stycznego z bocznicą Huty Katowice.
Innymi liniami szerokotorowymi są krótkie odcinki przy wschodniej lub północnej granicy państwa, m.in. linia z Żurawicy do stacji Hurko, z Przemyśla Głównego do granicy państwa i dalej do stacji Mościska na Ukrainie (linia kolejowa nr 92), z Bogaczewa do Mamonowa – czynna na odcinku Wielkie Wierzno – Braniewo – Mamonowo (linia kolejowa nr 217), z Chryzanowa do granicy państwowej (linia kolejowa nr 59), a także linia z Geniusz do granicy państwa w Kuźnicy Białostockiej i dalej do białoruskiej stacji Briuzgi – czynna na odcinku od Sokółki (linia kolejowa nr 57).

## Linie zlikwidowane lub niezrealizowane
Great Western Railway budowała w XIX w. linie o prześwicie 2140 mm. W III Rzeszy planowano budowę Breitspurbahn o prześwicie 3000 mm.